# Вільям Сміт (велогонщик)
Ві́льям Р. «Біл» Сміт (англ. William R. "Bill" Smith; 1893 — 1958) — південноафриканський велогонщик, дворазовий призер Олімпійських ігор.

## Біографія
Народився 1893 року.
Учасник літніх Олімпійських ігор 1920 року в Антверпені у змаганнях на велотрекі. Виступав у індивідуальному спринті й індивідуальній гонці на 50 км, проте високих результатів не показав. Натомість у тандемі з Джеймсом Волкером посів друге місце у спринті на 2000 метрів та третє місце у командній гонці на 4000 метрів разом з Джеймсом Волкером, Генрі Кальтенбруном і Семмі Гусеном.
Помер у жовтні 1958 року в місті Йоганнесбург (провінція Ґаутенг).